# Brachyodes
Brachyodes is een geslacht van kevers uit de familie van de loopkevers (Carabidae). De wetenschappelijke naam van het geslacht is voor het eerst geldig gepubliceerd in 1949 door Jeannel.

## Soorten
Het geslacht Brachyodes omvat de volgende soorten:
- Brachyodes angustior (Basilewsky, 1956)
- Brachyodes bruneaui Lecordier & Girard, 1990
- Brachyodes conspicuus (Peringuey, 1892)
- Brachyodes convergens (Fairmaire, 1887)
- Brachyodes coruscus Lecordier & Girard, 1990
- Brachyodes deplanatus (Chaudoir, 1882)
- Brachyodes ellipticus (Laferte, 1851)
- Brachyodes guineensis (Chaudoir, 1882)
- Brachyodes hydrophiloides (Basilewsky, 1946)
- Brachyodes incisus Lecordier & Girard, 1990
- Brachyodes labrosus Lecordier, 1990
- Brachyodes laticollis Lecordier & Girard, 1990
- Brachyodes laxus Lecordier & Girard, 1990
- Brachyodes leopoldi (Burgeon, 1935)
- Brachyodes longipalpis Lecordier, 1990
- Brachyodes lucidus (Gerstaecker, 1866)
- Brachyodes madagascariensis (Chaudoir, 1857)
- Brachyodes metallescens Basilewsky, 1977
- Brachyodes mirei Lecordier & Girard, 1990
- Brachyodes natalensis (Chaudoir, 1882)
- Brachyodes nigrita (Chaudoir, 1843)
- Brachyodes obscuripes Lecordier & Girard, 1990
- Brachyodes peguensis (Bates, 1892)
- Brachyodes pervulgatus Lecordier & Girard, 1990
- Brachyodes plumbeus (Basilewsky, 1949)
- Brachyodes porrectus Lecordier & Girard, 1990
- Brachyodes praetextus Lecordier & Girard, 1990
- Brachyodes prasinus (Alluaud, 1917)
- Brachyodes pseudoguineensis Lecordier, 1990
- Brachyodes pseudomirei Lecordier & Girard, 1990
- Brachyodes rubiginosus Lecordier & Girard, 1990
- Brachyodes rufipes (Gory, 1833)
- Brachyodes rufithorax Lecordier & Girard, 1990
- Brachyodes semicinctus Lecordier & Girard, 1990
- Brachyodes senegalensis (Dejean, 1831)
- Brachyodes siamensis (Chaudoir, 1882)
- Brachyodes similatus (Boheman, 1848)
- Brachyodes straneoi (Basilewsky, 1949)
- Brachyodes subaeneus (Dejean, 1831)
- Brachyodes submetallicus (Chaudoir, 1857)
- Brachyodes subolivaceus LaFerte-Senectere, 1851
- Brachyodes tenuistriatus Lecordier, 1990
- Brachyodes tristis (Gemminger & Harold, 1868)
- Brachyodes vagabundus (Chaudoir, 1878)
- Brachyodes virens (Wiedemann, 1823)
- Brachyodes vulsus (Darlington, 1968)